# Народное движение за Латвию
Народное движение за Латвию (также Народное движение для Латвии, латыш. Tautas kustība "Latvijai") — популистская партия в Латвии, основанная в 1994 году. Лидеры — Иоахим Зигерист, Одиссей Костанда В 1995 году получила 14,9 % голосов и второе место на парламентских выборах. В 1997 году получила два мандата на выборах Рижской думы. В 1998 году на следующих парламентских выборах получила 1,7 % голосов и не прошла в парламент. Ликвидирована в 2003 году.